# Franciszek Barcz
Franciszek Barcz (Bartsch) (ur. 12 lutego 1892 w Różnowie, zm. 1939) – polski działacz narodowy i oświatowy na Powiślu, Warmii i Mazurach, członek organizacji szkół polskich na Warmii.

## Życiorys
Franciszek Barcz w latach 1907–1909 kształcił się w gimnazjum w Braniewie. W 1912 podjął studia teologiczne w Limburg an der Lahn, lecz wybuch I wojny światowej przerwał edukację. Po wojnie podjął pracę w Pomorskim Urzędzie Wojewódzkim w Toruniu jako naczelnik Wydziału Rent. W okresie plebiscytu na Warmii, Mazurach i Powiślu został przedstawicielem Wojewódzkiego Komitetu Plebiscytowego. Po negatywnym wyniku plebiscytu został nauczycielem języka polskiego w Toruniu. W listopadzie 1920 został członkiem Związku Polaków w Prusach Wschodnich, następnie przeprowadził się na Powiśle. Tam kierował oddziałem Związku Polaków jako sekretarz okręgu, a następnie piastował funkcję wiceprzewodniczącego Rady Miejskiej w Sztumie. W latach 1925–1927 został prezesem Związku Towarzystwa Młodzieżowego w Prusach Wschodnich. W 1929 ożenił się z Heleną z domu Brosz. W 1931 został wiceprzewodniczącym Polsko-Katolickiego Towarzystwa Szkolnego na Warmii. Na początku 1939 został aresztowany, a następnie przymusowo wysiedlony z Prus Wschodnich. W listopadzie 1939 został wywieziony do obozu koncentracyjnego w Stutthofie i tam w grudniu zamordowany.
Franciszek Barcz pisywał artykuły do Gazety Olsztyńskiej. Po wojnie jego imieniem nazwano szkołę w Butrynach oraz jedną z ulic Olsztyna.